# 呂天麟
吕天麟（?—?），辽东咸平（今辽宁省开原市）人，后迁居大都。元朝大臣，元成宗时中书左丞。
吕天麟曾祖父金朝监军吕元，祖父吕惠贤，父亲中书参知政事吕合剌。 元成宗元贞元年（1295年），由工部尚书兼诸路金玉人匠总管府达鲁花赤，元贞二年（1296年）由工部尚书升任为中书省参知政事。大德四年（1300年），升任为中书左丞，领将作院。元武宗至大元年（1308年），加授大司徒。

## 延伸阅读
[在维基数据编辑]
 《新元史/卷175》，出自柯劭忞《新元史》